# Campeonato de Rugby das Américas de 2014
O Campeonato de Rugby das Américas de 2014 (em inglês: 2014 IRB Americas Rugby Championship) foi a quinta edição desta competição em seu formato antigo, realizado entre os dias 11 e 19 de outubro do respectivo ano. A sede das partidas foi a cidade de Langford, no Canadá.
A seleção da Argentina, usando sua segunda equipe (os Jaguares), sagrou-se campeã pela quinta vez consecutiva.

## Regulamento e participantes
O torneio foi disputado no formato de todos se enfrentando, em turno único, no qual cada equipe jogou um total de três partidas. Ao final, a equipe que conseguiu somar mais pontos foi declarada campeã.
Dentre os participantes, estavam a Argentina (com os Jaguares), o Canadá (com sua segunda equipe), os Estados Unidos (também com um time não titular, o USA Select XV) e o Uruguai (que também enviou o seu segundo escalão). No caso uruguaio, a vaga para o este torneio foi conquistada após terem obtido o título do Sul-Americano A (CONSUR A) deste ano.

## Jogos do Campeonato de Rugby das Américas de 2014
Seguem-se, abaixo, as partidas realizadas neste evento.

### 1ª rodada
| 11 de outubro de 2014 |         |          |                             |
| USA Select XV         | 14 - 41 | Jaguares | Westhills Stadium, Langford |
|                       |         |          | Westhills Stadium, Langford |

| 11 de outubro de 2014 |        |           |                             |
| Canadá A              | 20 - 6 | Uruguai A | Westhills Stadium, Langford |
|                       |        |           | Westhills Stadium, Langford |

### 2ª rodada
| 15 de outubro de 2014 |        |          |                             |
| Uruguai A             | 9 - 31 | Jaguares | Westhills Stadium, Langford |
|                       |        |          | Westhills Stadium, Langford |

| 15 de outubro de 2014 |        |               |                             |
| Canadá A              | 3 - 16 | USA Select XV | Westhills Stadium, Langford |
|                       |        |               | Westhills Stadium, Langford |

### 3ª rodada
| 19 de outubro de 2014 |        |               |                             |
| Uruguai A             | 5 - 30 | USA Select XV | Westhills Stadium, Langford |
|                       |        |               | Westhills Stadium, Langford |

| 19 de outubro de 2014 |        |          |                             |
| Canadá A              | 9 - 39 | Jaguares | Westhills Stadium, Langford |
|                       |        |          | Westhills Stadium, Langford |

### Classificação final
| Col. | Equipe        | Partidas | Partidas | Partidas | Partidas | Pontos  | Pontos | Pontos    | Pontos Bônus | Pontos Totais |
| Col. | Equipe        | Jogos    | Vit.     | Emp.     | Der.     | A favor | Contra | Diferença | Pontos Bônus | Pontos Totais |
| ---- | ------------- | -------- | -------- | -------- | -------- | ------- | ------ | --------- | ------------ | ------------- |
| 1    | Jaguares      | 3        | 3        | 0        | 0        | 111     | 32     | +79       | 3            | 15            |
| 2    | USA Select XV | 3        | 2        | 0        | 1        | 60      | 49     | +11       | 1            | 9             |
| 3    | Canadá A      | 3        | 1        | 0        | 2        | 32      | 61     | -29       | 0            | 4             |
| 4    | Uruguay A     | 3        | 0        | 0        | 3        | 20      | 81     | -61       | 0            | 0             |

- Critérios de pontuação: vitória = 4, empate = 2, quatro ou mais tries (bonificação) = 1, derrota por menos de sete pontos (bonificação) = 1.